# クラカケヒラアジ
クラカケヒラアジ（学名: Chloroscombrus chrysurus）はアジ科クラカケヒラアジ属に属する海水魚である。大西洋の亜熱帯域に生息する。

## 形態

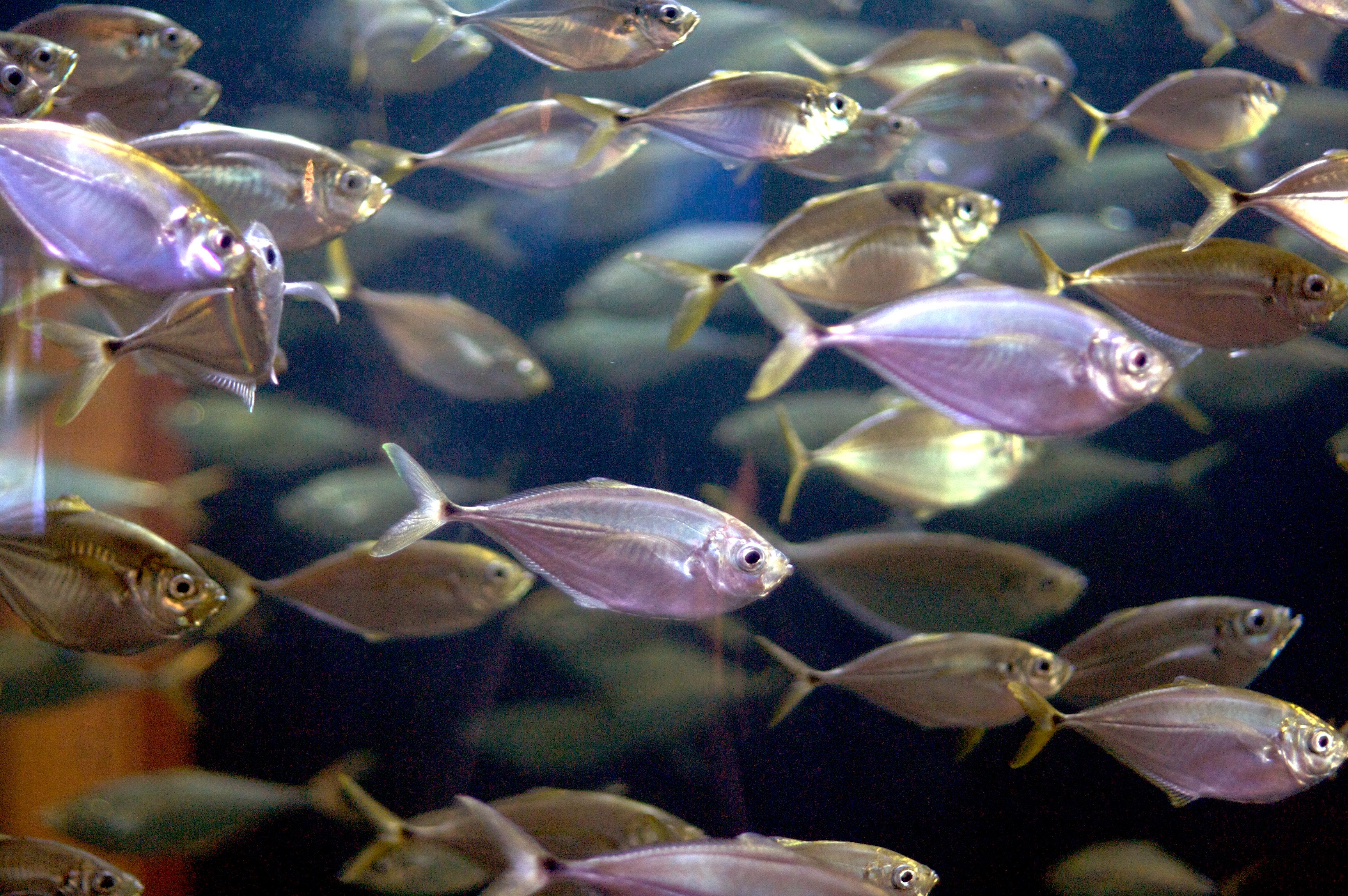
水族館で群れるクラカケヒラアジ

クラカケヒラアジの最大の特徴はその体の輪郭で、腹側が丸みを帯びた独特の体型をしている。また、側線が頭部の近くで湾曲しているのも特徴である。体色は銀色から金色と形容され、臀鰭や尾鰭は黄色味を帯びる。臀鰭には3本の棘と25-28本の軟条が、尾鰭には9本の棘と25-28本の軟条がある。第一背鰭には8本の棘がある。尾部には明瞭な黒色の鞍状斑点があり、鰓蓋の端近くにも同じような斑点がある。
平均的な体のサイズは全長で25 cmほどだが、最大で全長65 cmに達した記録もある。

## 分布
西大西洋ではマサチューセッツからフロリダまででよくみられる。バミューダやカリブ海、メキシコ湾でも発見されており、生息域はウルグアイ沿岸まで広がっている。東大西洋では、モーリタニアやアンゴラ沖で記録がある。太平洋には本種は生息せず、代わりに同属のChloroscombrus orquetaが生息している。ただし、この2種の系統関係についてはまだ十分研究されておらず、同種である可能性も指摘されている。

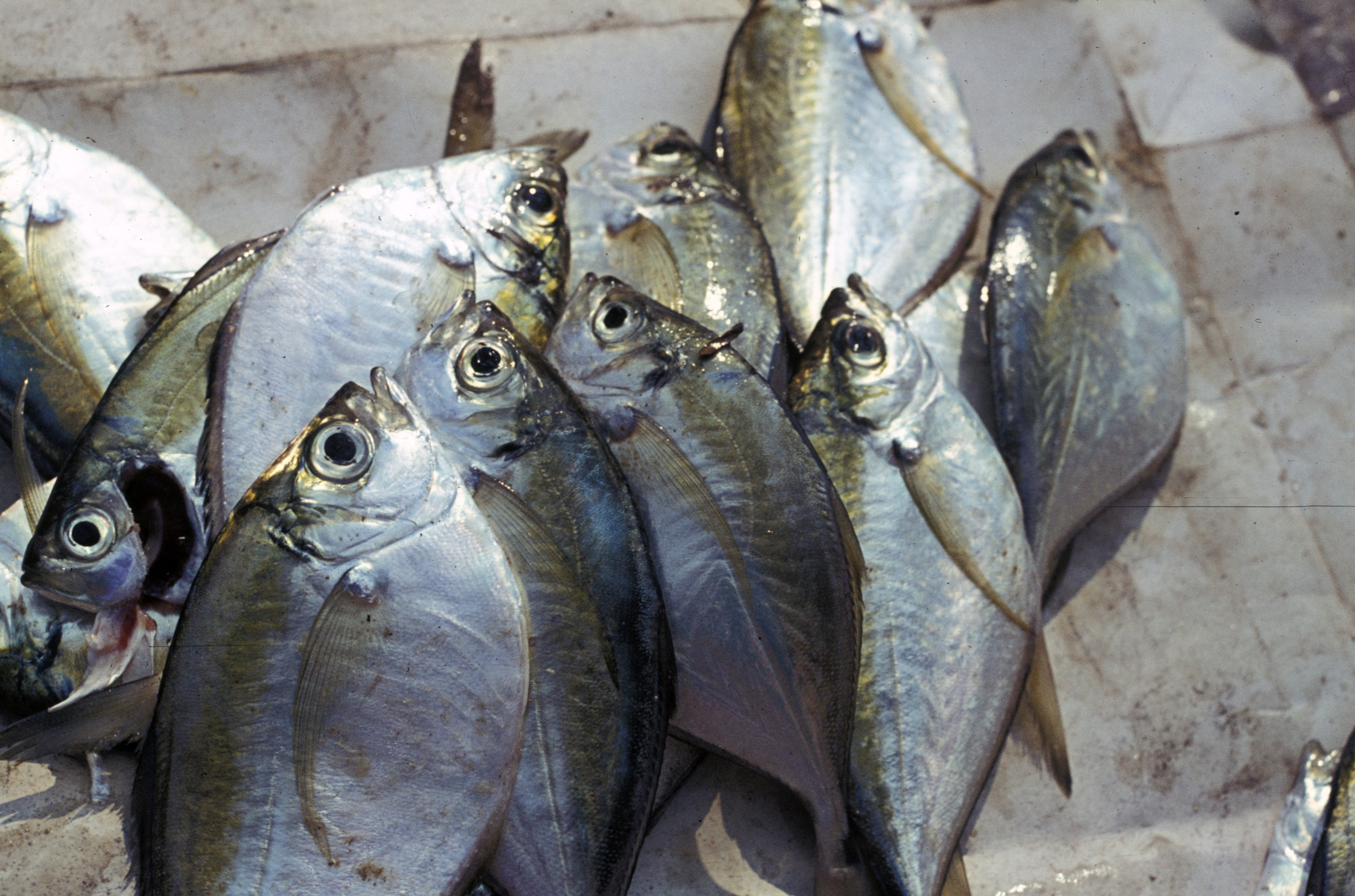
カメルーンで漁獲されたクラカケヒラアジ

本種は亜熱帯の、もっとも深くて水深55mの海域から見つかっている。ふつう大陸棚の海底近くに生息するが、表層近くで群れる姿も観察されている。 若い個体はエスチュアリーの汽水域で発見されることもある。

## 生態
本種は小型の魚や頭足類、動物プランクトンなどを捕食することが知られている。

## 人間との関係
アフリカの一部では食用として重要である